# Ондо
Ондо (англ. Ondo) — город в Нигерии, административный центр одноимённого штата.

## Географическое положение
Высота центра НП составляет 290 метров над уровнем моря.

## Демография
Население города по годам:
| 1991    | 2010    |
| ------- | ------- |
| 146 051 | 498 056 |